# Izborna predstava
Izborna predstava ili lažni izbori naziv je za glasanje pri kojima se izbor političkih, administrativnih ili drugih vlasti u državi ili organizaciji nastoji prikazati kao izborima iako je zapravo je riječ o glasovanju čiji je ishod unaprijed određen.
Svrha takvih izbora nije iskazati volju birača, nego vlastodršcima pred domaćom i međunarodnom javnošću dati demokratski legitimitet.
Takve izborne predstave su karakteristične za totalitarne i autoritarne režime

## Povezaniclanci
- Montirani politički sudski postupak
- Izborna prijevara